# ブルース・ブラザース
『ブルース・ブラザース』（The Blues Brothers）は、1980年にジョン・ランディスが監督したアメリカ映画。アメリカ合衆国のコメディアンであるジョン・ベルーシとダン・エイクロイドが主演で、彼らをフロントメンバーとするR&B/ブルースの音楽バンドとしても活動している。
映画の続編に『ブルース・ブラザース2000』（1998年）がある。

## 概要
アメリカのNBCの人気番組『サタデー・ナイト・ライブ』の、同名の人気コーナーのキャストとバンドをベースに、ストーリーをつけて映画化したもの。スラップスティックコメディ、アクション、ミュージカルなどの要素が入り混じる。主演のベルーシとエイクロイドの、ブルースやR&B、ソウルミュージックなどの黒人音楽に対するオマージュという側面もある。日本での公開は1981年3月。
メンフィスサウンドの立役者スティーブ・クロッパーを初めとするバンドメンバーと客演ミュージシャンの顔ぶれの豪華さが話題となり、現在でも根強いファンがいる。1998年には続編として『ブルース・ブラザース2000』も製作された。また、映画とは若干のメンバー変更はあるものの、「ザ・ブルース・ブラザーズ・バンド」名義で何枚かのアルバムもリリースされている。
日本で公開された1981年に来日したジョン・ベルーシとダン・エイクロイドは吉祥寺にあるライブハウスを訪れ、日本人バンドとのセッションも行った。
世界に存在する「ユニバーサル・テーマパーク」では、主演の2人らのソックリさんを出演させたストリート・ミュージカル・ショーが、連日上演されていた。
黒いスーツ、ネクタイ、靴、レイバンのサングラス（ウェイファーラー）、ソフト帽という格好は、往年のブルースミュージシャン達へのオマージュであったが、その後さらに『メン・イン・ブラック』や『マトリックス』のエージェントの格好としてもオマージュされている。
当初は148分だったが、試写を見たユニバーサルは「こんな映画を見に来る白人はいない」と判断し、133分に短縮させた。劇中曲が短く編集されたほか、ブルース・モービルの車庫入れ、エルウッドの退職などのシーンが削られた。DVD化の際に当初のオリジナル・フィルムが発見され、148分の特別編が収録された。

## あらすじ
ブルース・バンドのボーカリストであったジェイク・ブルースは、強盗の罪による3年の刑期を経てシカゴ郊外のジョリエット刑務所から出所し（仮出所、判決は懲役5年）、弟のエルウッドが嘗てはパトカーだったボロボロの「ブルースモービル」で迎えに来る。2人は自分たちが育ったカトリックの孤児院を訪れ、シスターのメアリー・スティグマタから固定資産税5000ドルを支払わないと孤児院は閉鎖されてしまい、自分は伝道に出されることを聞かされる。孤児院の危機を救うため援助を申し出る2人だが、犯罪で得た汚れた金は要らないと、逆にシスターに叩き出されてしまう。何とか孤児院を救いたい2人は嘗て孤児院で世話を焼いてくれたカーティスに相談すると、ジェイムズ・クリオウファス牧師の移動礼拝に出席することを勧められる。気乗りのしないジェイクをエルウッドがバプテスト（洗礼派）のトリプルロック教会での礼拝に無理矢理連れて行くと、クリオウファス牧師の説話を聞いていたジェイクは突然神の啓示を受ける。「Do you see the light !?（キミは光を見たか!?）」「そうだ!バンドだ!」　ジェイクが刑務所にいる間に解散していた自分たちのバンド「ブルース・ブラザーズ」を再結成して孤児院を救う資金を集めることを思いつく。
その夜、イリノイ州警察はエルウッドを、駐車違反116件と交通違反56件による免許停止にも拘わらず運転したとして逮捕しようとする。ショッピング・モールでの激しいカーチェイスの後、兄弟は逃走に成功する。翌朝、警察がエルウッドが住むボロボロの安ホテルに到着すると、謎の女性が爆弾を爆発させて建物を破壊したが、ジェイクとエルウッドは無傷で抜け出し、逮捕は免れた。
ジェイクとエルウッドはバンドのメンバーを探し始める。その内の5人は人気のないホリデイ・インのラウンジで「マーフ＆ザ・マジックトーンズ」として演奏しており、直ちに再結成に同意する。別の1人は、高級レストランのボーイ長であるため参加を断るが、ジェイクとエルウッドはレストランで執拗な嫌がらせにより騒ぎを起こし、彼が折れるまで去ることを拒否する。 残る2人に会う途中、兄弟は橋の上のアメリカ・ナチ党（ネオナチ）のデモによって道路が封鎖されていることに気付く。エルウッドは強引に車を橋に乗り入れ、ナチ党員たちを橋から川に追い落とす。残る2人は下町で黒人ソウルフードレストランで調理をしており、女主人である妻の猛反対にも拘わらずバンドに参加する。
再会したグループはカリュメット・シティのレイの中古楽器店から楽器や機材を調達し、レイは昔と同様にツケで売る。 ジェイクがライブの手配をしようとすると、謎の女性がジェイクがいる電話ボックスを爆破する。再度、彼は奇跡的に無傷で抜け出す。当ても無く車を走らせていたバンドは偶然、インディアナ州ココモにあるカントリー&ウェスタンを演奏する酒場「ボブズ・カントリー・バンカー」の前を通りかかった際、「グッド・オール・ボーイズ」の出演看板を見て、自分たちが「グッド・オール・ボーイズ」だと詐称し、舞台で演奏を始める。彼らは荒っぽい客たちを魅了するが、自分たちの飲み代が出演料を上回ったことから、遅れて到着した「グッド・オール・ボーイズ」も上手く言いくるめて、差額を支払わずにその場から逃走する。
必要な資金を集めるために大規模なショーが必要であることに気付いたブルース兄弟は、旧知のエージェントを半ば脅迫して、シカゴ北方にあるパレスホテルの宴会場を予約した。彼らは孤児院の子供たちを宣伝に動員すると共に、ブルースモービルの上に拡声器を取り付け、コンサートを宣伝するためにシカゴ市内を走り回り、警察、ネオナチ、「グッド・オール・ボーイズ」に彼らの居場所を知らせることとなる。演奏会場はブルース兄弟のファン、警察、そして「グッド・オール・ボーイズ」で満席になる。納税期限が迫る中、ジェイクとエルウッドは2曲を披露して大喝采を浴び、後を仲間たちに任せてこっそりステージから抜け出す。抜け出した先の楽屋裏で待ち構えていたレコード会社の重役は、孤児院の税金とレイに対する楽器のツケを支払うのに十分な額のレコーディング契約金1万ドルの現金を兄弟に提示し、2人はその場で契約に合意する。嘗てそのホテルで用心棒をやっていたその重役は、誰にも気づかれずにホテルから抜け出す方法を兄弟たちに教える。地下通路を通って脱出する際、彼らは再度、例の謎の女性に遭遇。その女性は結婚式当日にジェイクに振られた、復讐心に燃える元婚約者であった。女性が連射したライフル弾をかわした後、ジェイクは結婚式に行けなかったことに関する一連の馬鹿げた言い訳をするが、女性は信じない。しかし女性はジェイクと見つめ合ってキスをするなど、隙を見せてしまい、兄弟はブルースモービルでの脱出に成功する。
ジェイクとエルウッドは数十人の州警察と地方警察、そして「グッド・オール・ボーイズ」が追跡する中、シカゴに向けて高速道路を爆走する。シカゴ市内ではネオナチからの追跡から辛くも逃れることが出来た。ようやくリチャード・J・デイリー・センターにたどり着いたところで、満身創痍のブルースモービルは崩壊。2人は隣接するシカゴ市庁舎に入り、すぐに数百人のシカゴの警察官、イリノイ州警察官、SWATチーム、州軍兵士、シカゴ消防署の消防士、陸軍憲兵が続いた。クック郡徴税事務所を見つけた兄弟は無事に税金を払い終わるが、領収書に受領印が押された瞬間、彼らは警官たちに逮捕される。
収監された刑務所ではブルース・ブラザース・バンドが受刑者のために「ジェイルハウス・ロック」を演奏し、受刑者たちは踊り狂う。

## キャスト

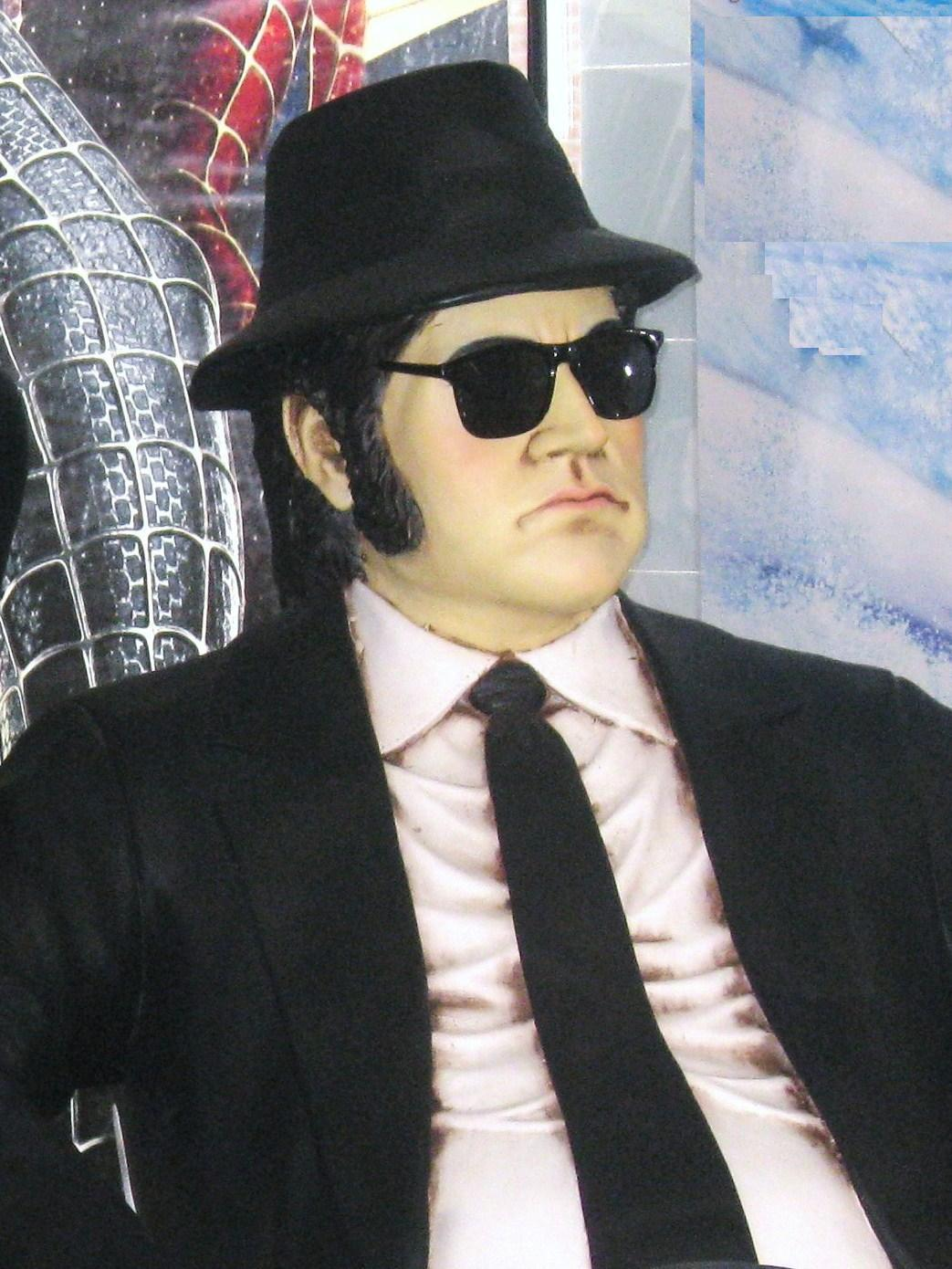
ジェイク・ブルース役のジョン・ベルーシ

“ジョリエット”・ジェイク・ブルース
演 - ジョン・ベルーシ
エルウッド・ブルース
演 - ダン・エイクロイド
クリオウファス・ジェームズ牧師
演 - ジェームス・ブラウン
カーティス
演 - キャブ・キャロウェイ
孤児院の管理人
マット・マーフィの妻
演 - アレサ・フランクリン
夫のマット “ギター” マーフィと共にシカゴの下町でソウルフード・レストランを運営
スティーヴ “カーネル” クロッパー
演 - スティーヴ・クロッパー
バンドのリードギター
ドナルド “ダック” ダン
演 - ドナルド・ダック・ダン
バンドのベースギター
マーフ
演 - マーフィー・ダン(マーフ＆ザ・マジックトーンズのリーダー)
バンドのキーボード
ウィリー “トゥービッグ” ホール
演 - ウィリー・ホール
バンドのドラム
トム “ボーンズ” マローン
演 - トム・マローン
バンドのトロンボーン
“ブルー・ルー” マリーニ
演 - ルー・マリーニ
バンドのサックス、シカゴ下町のソウル・フード・レストラン（マット・マーフィの妻が経営者）の調理担当
マット “ギター” マーフィ
演 - マット・マーフィ
バンドのギター
ミスター・ファビュラス
演 - アラン・ルービン
バンドのトランペット、高級レストラン”Chez Paul”の支配人
バートン・マーサー刑事
演 - ジョン・キャンディ
イリノイ・ナチ司令官
演 - ヘンリー・ギブソン
イリノイ・ナチ司令官の副官
演 - ユージーン・アンソニー
最後に司令官と共に車で墜落していく際に、司令官に対して長年の愛を告白する。
ボブ（インディアナ州ココモで酒場を経営）
演 - ジェフ・モリス
謎の女
演 - キャリー・フィッシャー
レイ
演 - レイ・チャールズ
レイ楽器店の盲目の店主
高級レストランのウェイター
演 - ポール・ルーベンス
給油所でエルウッドにナンパされる女
演 - ツイッギー
ジェイク仮釈放時の看守
演 - フランク・オズ
路上ミュージシャン
演 - ジョン・リー・フッカー
聖歌隊メンバー
演 - チャカ・カーン
「監獄ロック」で最初に踊りだした囚人
演 - ジョー・ウォルシュ
スライン
演 - スティーブ・ローレンス
"凱旋コンサート"の会場であるパレスホテルを手配したプロモーター
シスター・メアリー・スティグマタ（ペンギンという渾名）
演 - キャスリーン・フリーマン
イリノイ州カリュメット市の聖ヘレン養護施設シスターかつ院長
クック郡収税課職員
演 - スティーヴン・スピルバーグ

## 日本語吹替
| 役名                   | 俳優                       | 日本語吹替       | 日本語吹替       | 日本語吹替 |
| 役名                   | 俳優                       | フジテレビ旧録版 | フジテレビ新録版 | Blu-ray版  |
| ---------------------- | -------------------------- | ---------------- | ---------------- | ---------- |
| ジェイク               | ジョン・ベルーシ           | せんだみつお     | ブラザー・トム   | 高木渉     |
| エルウッド             | ダン・エイクロイド         | 小野ヤスシ       | ブラザー・コーン | 青山穣     |
| ジェームズ牧師         | ジェームズ・ブラウン       | 寺田誠           | 内海賢二         | 町田政則   |
| カーティス             | キャブ・キャロウェイ       | 田中康郎         | 野本礼三         | 水野龍司   |
| マットの妻             | アレサ・フランクリン       | 間嶋里美         | 佳川紘子         | 慶長佑香   |
| 謎の女                 | キャリー・フィッシャー     | 吉田理保子       | 吉田理保子       | 行成とあ   |
| レイ                   | レイ・チャールズ           | 田中康郎         | 千葉耕市         | 水野龍司   |
| ペンギン               | キャスリーン・フリーマン   | 麻生美代子       | 京田尚子         | 高橋里枝   |
| バートン               | ジョン・キャンディ         | 小関一           | 小関一           | 楠見尚己   |
| ボブ                   | ジェフ・モリス             | 緒方賢一         | 増岡弘           | 西村知道   |
| マッケルロイ           | チャールズ・ネイピア       | 緑川稔           | 仁内建之         | 谷口節     |
| ナチ司令官             | ヘンリー・ギブソン         |                  |                  | 楠見尚己   |
| スティーブ・クロッパー | スティーブ・クロッパー     | 塩沢兼人         | 幹本雄之         |            |
| ドナルド・ダック・ダン | ドナルド・ダック・ダン     | 原田一夫         | 石森達幸         | かぬか光明 |
| マーフィ・ダン         | マーフィ・ダン             | 千田光男         | 小島敏彦         |            |
| ウィリー・ホール       | ウィリー・ホール           |                  | 山下啓介         |            |
| トム・マローン         | トム・マローン             |                  | 大塚芳忠         |            |
| ルー・マリーニ         | ルー・マリーニ             | 谷口節           | 大塚芳忠         |            |
| マット・マーフィ       | マット・マーフィ           | 中尾隆聖         | 安西正弘         |            |
| アラン・ルービン       | アラン・ルービン           | 石丸博也         | 大山高男         | 成田剣     |
| ナンパされる女         | ツイッギー                 | 太田淑子         | 林優子           |            |
| 収税課職員             | スティーヴン・スピルバーグ | 山口健           | 大塚芳忠         |            |

- フジテレビ旧録版：初回放送1983年5月14日 21:02-22:54『ゴールデン洋画劇場』※ユニバーサル思い出の復刻版BDに収録。

その他声の出演：坂口正平、山田礼子、亀井三郎
演出：左近允洋、翻訳：額田やえ子、効果：PAG、調整：栗林秀年、配給：日本MCA、プロデューサー：関一由、制作：グロービジョン
- フジテレビ新録版：初回放送1986年2月22日 21:02-22:54『ゴールデン洋画劇場』

その他出演：桑原たけし、さとうあい
演出：壺井正、翻訳：川本燁子、効果：PAG、調整：飯塚秀保、配給：日本MCA、制作：グロービジョン
- Blu-ray版：2011年発売のBDに初収録、各種配信でも使用。劇場公開版を元に制作。

その他出演：林和良、遠藤大智、高橋英則、山口りゅう、杉村憲司、羽飼まり
演出：簑浦良平、翻訳：小島さやか、制作：東北新社

## スタッフ
- 監督：ジョン・ランディス
- 製作：ロバート・K・ワイス
- 日本語字幕：金田文夫（劇場公開用）[4]、稲田嵯裕里（NHK-BS2用）[5][6]

## 登場歌
- Somebody Loan Me a Dime (フェントン・ロビンソン)

シーン：ジェイクが刑務所で看守に起こされる
- She Caught the Katy (The Blues Brothers Band)

シーン：エルウッドが刑務所にジェイクを迎えに来た
- Shake Your Moneymaker (エルモア・ジェームス)

シーン：ジェイクとエルウッドが、カーティスと孤児院で話している
- The Old Landmark (ジェームス・ブラウン & James Cleveland's Southern California Community Choir）

シーン：ジェイムズブラウン牧師がトリプルロック教会で説教をしながら歌う
- God Music（エルマー・バーンスタイン）

シーン：ジェイクが教会で光を見て、「Sees the Light」と言った時
- Soothe Me（サム&デイヴ）

シーン：エルウッドがブルースモビールで信号無視し、警官に止められた
- Hold On, I'm Comin' (サム&デイヴ)

シーン：ブルースモビールがパトカーに追跡され、ショッピングモールの駐車場に入る
- I Can't Turn You Loose / アイ・キャント・ターン・ユー・ルース (The Blues Brothers Band)

シーン：ブルースモビールがショッピングモール内に突入し、カーチェイスをする
- Peter Gunn Theme / ピーター・ガン (The Blues Brothers Band)

シーン：エルウッドがジェイクを連れて自分のボロアパートに行く
- Let the Good Times Roll / レット・ザ・グッド・タイムス・ロール (ルイ・ジョーダン)

シーン：エルウッドとジェイクが部屋に入り、エルウッドがレコードでかけた曲
- Anema e core (Ezio Pinza)

シーン：タランティーノ夫人の家で
- Quando, Quando, Quando (Murph and the MagicTones)

シーン：マーフとバンドがホリデイ・インで演奏する
- Just the Way You Are / 素顔のままで (ビリー・ジョエル)

シーン：ジェイクとエルウッドがマーフとバンドを自分たちのバンドへの復帰を説得している時
- Dir Romantiker (OP 167 ロマンティックな人々) 作曲ヨーゼフ・ランナー

シーン： Chez PaulレストランでのBGM
- Boom Boom（ジョン・リー・フッカー）

シーン：マックスウェルストリートでジョン・リー・フッカーが演奏
- Think / シンク (アレサ・フランクリン and The Blues Brothers Band)

シーン：ソウルフードカフェで、マットの奥さんが声高らかに歌う
- Shake a Tail Feather（レイ・チャールズ & The Blues Brothers Band）

シーン：レイの楽器店で演奏される曲
- Boogie Chillen' (ジョン・リー・フッカー)

シーン：ジェイクとエルウッドがボブのカントリーバンカーにバンドを連れていく
- Die Fahne hoch! / 旗を高く掲げよ (ナチス・ドイツ党歌)

シーン：イリノイ・ナチの事務所で流れているBGM
- Your Cheatin' Heart (Kitty Wells)

シーン：ボブのカントリーバンカーで
- Gimme Some Lovin' / ギミ・サム・ラヴィン (The Blues Brothers Band)

シーン：ボブのカントリーバンカーでのライブで最初に演奏する曲
- Theme from Rawhide / ローハイドのテーマ (The Blues Brothers Band)

シーン：ボブのカントリーバンカーでのライブで2番目に演奏する曲
- Stand by Your Man / スタンド・バイ・ユア・マン (The Blues Brothers Band)

シーン：ボブのカントリーバンカーでのライブで3番目に演奏する曲
- I'm Walkin'（ファッツ・ドミノ）

シーン：ジェイクとエルウッド、カーティス、孤児達が外でコンサートの宣伝活動をする
- Minnie the Moocher / ミニー・ザ・ムーチャー（キャブ・キャロウェイ & The Blues Brothers Band）

シーン：パレスホテルにて、コンサートでカーティスとバンドが演奏する曲
- Can't Turn You Loose (The Blues Brothers Band)

シーン：カーティスが「Time is Tight」と言い、ジェイクとエルウッドを紹介して時にバンドが演奏する曲
- Everybody Needs Somebody to Love (The Blues Brothers Band)

シーン：パレスホテルにて、ジェイクとエルウッドの最初の曲
- Sweet Home Chicago (The Blues Brothers Band)

シーン：パレスホテルにて、ジェイクとエルウッドの2番目の歌で、その後のカーチェイス中にも流れる曲
- Ride of the Valkyries / ワルキューレの騎行（ピッツバーグ交響楽団）作曲ワーグナー

シーン：カーチェイスの後、イリノイ・ナチの車が空から落下する時
- The Girl from Ipanema / イパネマの娘（アントニオ・カルロス・ジョビン）

シーン：納税へ行く時のエレベーター内で流れる曲
- Jailhouse Rock 監獄ロック (The Blues Brothers Band)

シーン：刑務所にて演奏する曲

## クレジット
- 製作 ユニバーサル・ピクチャーズ

## 登場車種
- 1974年式ダッジ・モナコ（Dodge Monaco）（白と黒）

エルウッドらブルースブラザーズが愛車として使用。
元パトカーであるため運転席側にサーチライトが付いており、車庫入れの際点灯させているシーンがある。方向指示器が故障しており、手で合図しながら曲がるシーンがある。
- 1975～77年式ダッジ・モナコ（Dodge Monaco）

イリノイ州・シカゴ市警察がパトカーとして使用。
1977年式は、エルウッドらのモナコとの違い、フロントライトが格納式になっている。
- 1977年式フォード・ピントワゴン（赤）

司令官率いるイリノイ・ナチの車。最後の空から落ちるシーンは実際にフォードをヘリから落として撮影した。
- 1975年式フォード・LTDワゴン（緑）

イリノイ・ナチの車。
- 1977年式ポンティアック・グランプリ（赤）

キャリー・フィッシャー演じる謎の女の車。ボディの至るところが腐食しているが、当時すでに3年落ちである。

## 撮影エピソード
- レイ・チャールズがエレクトリックピアノを弾き「Shake your tail feather」を演奏し、通りを歩く歩行者がリズムに合わせダンスをするシーンは、設定は夏だが撮影は真冬で極寒の日のロケだったという。

- ショッピングモールのカーチェイスシーンは、イリノイ州ハーベイにあった、1975年に閉業したショッピングモールの廃墟を使って1週間かけて行われた。実在する企業から商品を借りて撮影をしていたため、盗難防止に当時アメリカ最大の警備会社に警備を依頼していたが、撮影中商品が無くなる事が相次いだ。警察を呼び調べたところ、その警備会社の警備員が盗んでいたことが判明した。

- 物語の終盤、シカゴ市役所前での群衆シーンでは500名を超えるエキストラが投入され、ここには200名の州兵、100名のシカゴ市およびイリノイ州の警察官が含まれた。さらに騎馬警官用の馬15頭、M4戦車3輌、消防車3台、ヘリコプター3機、M3半装軌装甲車やM8装輪装甲車も用いられた。

## テーマパーク
世界のユニバーサル・スタジオ・テーマパーク(フロリダ、ハリウッド、ジャパン)で「ブルース・ブラザーズ・ショー」という名称で劇中の曲を演奏するストリート・ミュージカル・ショーが開催されている。1991年にフロリダのニューヨークエリアに設置され、その後ハリウッドのアッパーロットにも設置された。だが、ジャパンは2009年12月31日に、ハリウッドでは2015年2月16日にクローズしたため、残るのはフロリダのみとなっている。

## 撮影地
- ジョリエット刑務所 - ジェイクの出所シーン
- シカゴ - シカゴ・デイリー・プラザ
- イリノイ州・ハーベイ - ショッピングモールのカーチェイス
- ハリウッド・パラディウム劇場 - コンサートのシーン